# Polline Martignano
Polline Martignano est une zone de Rome en Italie, située au nord-ouest de la ville, dans le Municipio XV (anciennement Municipio XX). Elle est désignée dans la nomenclature administrative par Z.LVIII. 

## Géographie
Située dans l'Agro Romano, au nord-ouest de Rome, cette zone occupe une superficie de 10,93 km2 entre les lacs de Martignano au sud-est et de Bracciano à l'ouest. Elle forme une exclave romaine, entourée par trois communes de la ville métropolitaine de Rome Capitale : 
- Trevignano Romano au nord ;
- Campagnano di Roma à l'est ;
- Anguillara Sabazia au sud.

## Démographie
Sa population s'élevait à 22 habitants en 2009 et à 40 habitants en 2016.

## Sites et monuments
- L'aqueduc de l'Aqua Alsietina
- Le parc naturel régional du complexe lagunaire de Bracciano-Martignano incluant les lacs de Bracciano et Martignano.
- La tour Stirpa Cappe (datant du XIIe siècle) et le château de Martignano (datant du XVe siècle).